# Златен монарх
Златният монарх (Carterornis chrysomela) е вид птица от семейство Монархови (Monarchidae).

## Разпространение
Видът е разпространен в Индонезия и Папуа Нова Гвинея.